# Matt Craven
Matthew John Crnkovich (10 de noviembre de 1956) conocido profesionalmente como Matt Craven, es un actor canadiense. Ha aparecido en cerca de 40 películas, entre las que se incluyen Happy Birthday to Me, Jacob's Ladder, K2, A Few Good Men, The Juror, Assault on Precinct 13, Disturbia y X-Men: primera generación.
Craven ha realizado una gran cantidad de apariciones en televisión; sus papeles más notables son los de Clayton Jarvis en NCIS, Lenny Gayer en High Incident, Tim Lonner en L.A. Doctors, Fred Langston en Resurrection y Bill Vickery en Sharp Objects.

## Filmografía

### Cine
| Año  | Título                                     | Papel            | Notas        |
| ---- | ------------------------------------------ | ---------------- | ------------ |
| 1979 | Bravery in the Field                       | Lennie           | Cortometraje |
| 1979 | Meatballs                                  | Hardware         |              |
| 1980 | Hog Wild                                   | Chrome           |              |
| 1981 | Happy Birthday to Me                       | Steve Maxwell    |              |
| 1984 | That's My Baby!                            | Andy             |              |
| 1986 | Agent on Ice                               | Joey Matera      |              |
| 1987 | Tin Men                                    | Looney           |              |
| 1988 | Smokescreen                                | Gerald Price     |              |
| 1989 | Chattahoochee                              | Lonny            |              |
| 1990 | Blue Steel                                 | Howard           |              |
| 1990 | Jacob's Ladder                             | Michael          |              |
| 1991 | K2                                         | Harold           |              |
| 1992 | A Few Good Men                             | Dave Spradling   |              |
| 1993 | Indian Summer                              | Jamie Ross       |              |
| 1994 | Bulletproof Heart                          | Archie           |              |
| 1994 | Double Cross                               | Bernard March    | Video        |
| 1995 | Crimson Tide                               | Roy Zimmer       |              |
| 1995 | Breach of Trust                            | Rodney Powell    |              |
| 1996 | The Juror                                  | Boone            |              |
| 1996 | The Final Cut                              | Emerson Lloyd    |              |
| 1996 | White Tiger                                | John Grogan      |              |
| 1996 | Never Too Late                             | Carl             |              |
| 1997 | Masterminds                                | Jake             |              |
| 1998 | Paulie                                     | Warren Alweather |              |
| 2000 | Things You Can Tell Just by Looking at Her | Walter           |              |
| 2002 | Dragonfly                                  | Eric             |              |
| 2003 | The Life of David Gale                     | Dusty Wright     |              |
| 2003 | Timeline                                   | Steven Kramer    |              |
| 2003 | The Statement                              | David Manenbaum  |              |
| 2004 | The Clearing                               | Ray Fuller       |              |
| 2004 | Bandido                                    | Fletcher         |              |
| 2005 | Assault on Precinct 13                     | Kevin Capra      |              |
| 2005 | A Simple Curve                             | Matthew          |              |
| 2006 | Déjà Vu                                    | Minuti           |              |
| 2007 | Disturbia                                  | Daniel Brecht    |              |
| 2007 | American Venus                             | Bob              |              |
| 2008 | The Longshots                              | Fisher           |              |
| 2009 | Public Enemies                             | Gerry Campbell   |              |
| 2010 | Devil                                      | Lustig           |              |
| 2011 | X-Men: primera generación                  | McCone           |              |
| 2012 | The Good Lie                               | Richard Francis  |              |
| 2013 | White House Down                           | Kellerman        |              |
| 2015 | Stonewall                                  | Seymour Pine     |              |
| 2016 | Unless                                     | Tom              |              |
| 2017 | Awakening the Zodiac                       | Harvey           |              |

### Televisión
| Año     | Título                            | Papel                        | Notas        |
| ------- | --------------------------------- | ---------------------------- | ------------ |
| 1980–83 | The Littlest Hobo                 |                              | 3 episodios  |
| 1981    | The Intruder Within               | Phil                         | Telefilme    |
| 1982    | Till Death Do Us Part             | Tony Archer                  | Telefilme    |
| 1983    | The Terry Fox Story               | Bob Cady                     | Telefilme    |
| 1986    | Classified Love                   | Howie                        | Telefilme    |
| 1986    | Tough Cookies                     | Richie Messina               | 6 episodios  |
| 1986    | Philip Marlowe, Private Eye       | Pete                         | 1 episodio   |
| 1986    | Comedy Factory                    | Eddie                        | 1 episodio   |
| 1987    | Harry                             | Bobby Kratz                  | 7 episodios  |
| 1987    | American Playhouse                | Norbert                      | 1 episodio   |
| 1995    | Kingfish: A Story of Huey P. Long | Seymour Weiss                | Telefilme    |
| 1995    | The Outer Limits                  | Alan Wells                   | 1 episodio   |
| 1995    | Kansas                            | Matt                         | Telefilme    |
| 1995    | American Gothic                   | Barrett Stokes               | 1 episodio   |
| 1996–97 | High Incident                     | Lenny Gayer                  | 32 episodios |
| 1998    | Dead Man's Gun                    | Stuart "Snake Finger" Aikins | 1 episodio   |
| 1998    | Tempting Fate                     | Emmett Lach                  | Telefilme    |
| 1998    | From the Earth to the Moon        | Tom Kelly                    | 1 episodio   |
| 1998–99 | L.A. Doctors                      | Dr. Tim Lonner               | 24 episodios |
| 2000    | Nuremberg                         | Gustav Gilbert               | 1 episodio   |
| 2000–01 | ER                                | Gordon Price                 | 3 episodios  |
| 2001    | Bleacher Bums                     | Greg                         | Telefilme    |
| 2001    | Varian's War                      | Beamish                      | Telefilme    |
| 2002    | Scared Silent                     | Scott Miller                 | Telefilme    |
| 2002–03 | Boomtown                          | Michael Hirsch               | 2 episodios  |
| 2003    | The Lyon's Den                    | George Riley                 | 6 episodios  |
| 2005    | Karol: A Man Who Became Pope      | Hans Frank                   | Telefilme    |
| 2005    | Without a Trace                   | Larry Hopkins                | 1 episodio   |
| 2007    | Raines                            | Dan Lewis                    | 7 episodios  |
| 2009    | Anatomy of Hope                   | Hal Davis                    | Telefilme    |
| 2010    | The Pacific                       | Dr. Grant                    | 1 episodio   |
| 2010–14 | Justified                         | Marshal Dan Grant            | 4 episodios  |
| 2011–13 | NCIS                              | Clayton Jarvis               | 10 episodios |
| 2012    | Alcatraz                          | Sr. K                        | 1 episodio   |
| 2014–15 | Resurrection                      | Fred Langston                | 21 episodio  |
| 2018    | Sharp Objects                     | Bill Vickery                 | 8 episodios  |
| 2018    | Unspeakable                       | Horace Krever                | 2 episodios  |